# Bombdåden vid Boston Marathon
Bombdåden vid Boston Marathon inträffade måndagen den 15 april 2013, då två bomber sprängdes vid den 117:e Boston Marathon-tävlingen vid målområdet för loppet. Explosionerna dödade tre personer, samtliga åskådare, och skadade 185 personer bland de tävlande, publiken och förbipasserande, varav 17 allvarligt. Åtminstone 13 personer fick amputera ben. Det hade inte förekommit några indikationer tidigare om en nära förestående attack. Den ena av de båda bröder som fälldes för dådet uppgav på en handskriven lapp motivet "vedergällning för amerikanska militära insatser i Afghanistan och Irak" som hade drabbat oskyldiga muslimer.

## Händelseförlopp
Maratonloppet hölls enligt tradition på Patriots' Day, tredje måndagen i april, vilket är en officiell helgdag i Massachusetts.
Två bomber detonerade klockan 14:50 EDT (20:50 CEST), med 12 sekunders mellanrum, på Boylston Street invid Copley Square. Bomberna var placerade omkring 300 meter från varandra. Sprängningarna inträffade cirka två timmar efter att de första löparna nått mål. Marathon-tiden visade 04:09.43 när den första bomben briserade. Omkring 27 000 tävlande deltog. Över 5 700 tävlande hade ännu inte nått mål när tävlingen avbröts.
Bostonpolisen rapporterade inledningsvis att man hade hittat fler sprängladdningar, men tog under den 16 april tillbaka dessa uppgifter. Bostonpolisen trodde tidigt att en bomb hade detonerat utanför JFK-biblioteket, men senare kom det uppgifter om att det var brandrelaterat och dessutom ingen bomb. Media rapporterade felaktigt att mobilnäten i Boston skulle ha stängts för att förhindra fjärrstyrning av fler bomber, men även om näten var överbelastade togs de aldrig ur drift.
Tekniska undersökningar visade att bomberna var av en typ som brukar användas i hemmagjorda bomber, och hade placerats i en ryggsäck eller väska. Efter att ha hört ett antal personer och avvisat några blindspår, publicerade FBI den 18 april bilder från övervakningskameror som visar två misstänkta män som bar på väskor strax före explosionen.
Misstag av privatforskare på Reddit och Twitter såväl som i mediarapporteringen ledde till flera felaktiga identifieringar av personer som liknade männen och till att ett stort antal inlägg skrevs på oskyldigt utpekade personers Facebooksidor, som fick stängas.
På kvällen den 18 april sköts en polisman ihjäl, vilket medförde att polisen och FBI kom två bröder på spåren, den 26-årige Tamerlan Tsarnajev och den 19-årige Dzjochar Tsarnajev, vilka identifierades som de båda misstänkta på övervakningskamerorna. Under en eldstrid på morgonen den 19 april sårades båda bröderna, och Tamerlan greps. Han avled dock senare av sina skador på sjukhus. På kvällen den 19 april, efter ett tips från allmänheten, påträffades Dzjochar gömd i en båt under ett kapell på en bakgård. Efter att ha beskjutits av polisen greps även han. Han uppgavs vara allvarligt skadad, men delgavs på kvällen den 22 april misstanke om brott vid sjuksängen. Då var han så pass vid medvetande att han förstod anklagelserna. Han uppgav USA:s krig i Irak och Afghanistan som motiv.
Den 15 maj 2015 dömdes Dzjochar Tsarnajev till döden.